# Petrus Jan Rienstra van Stuyvesande

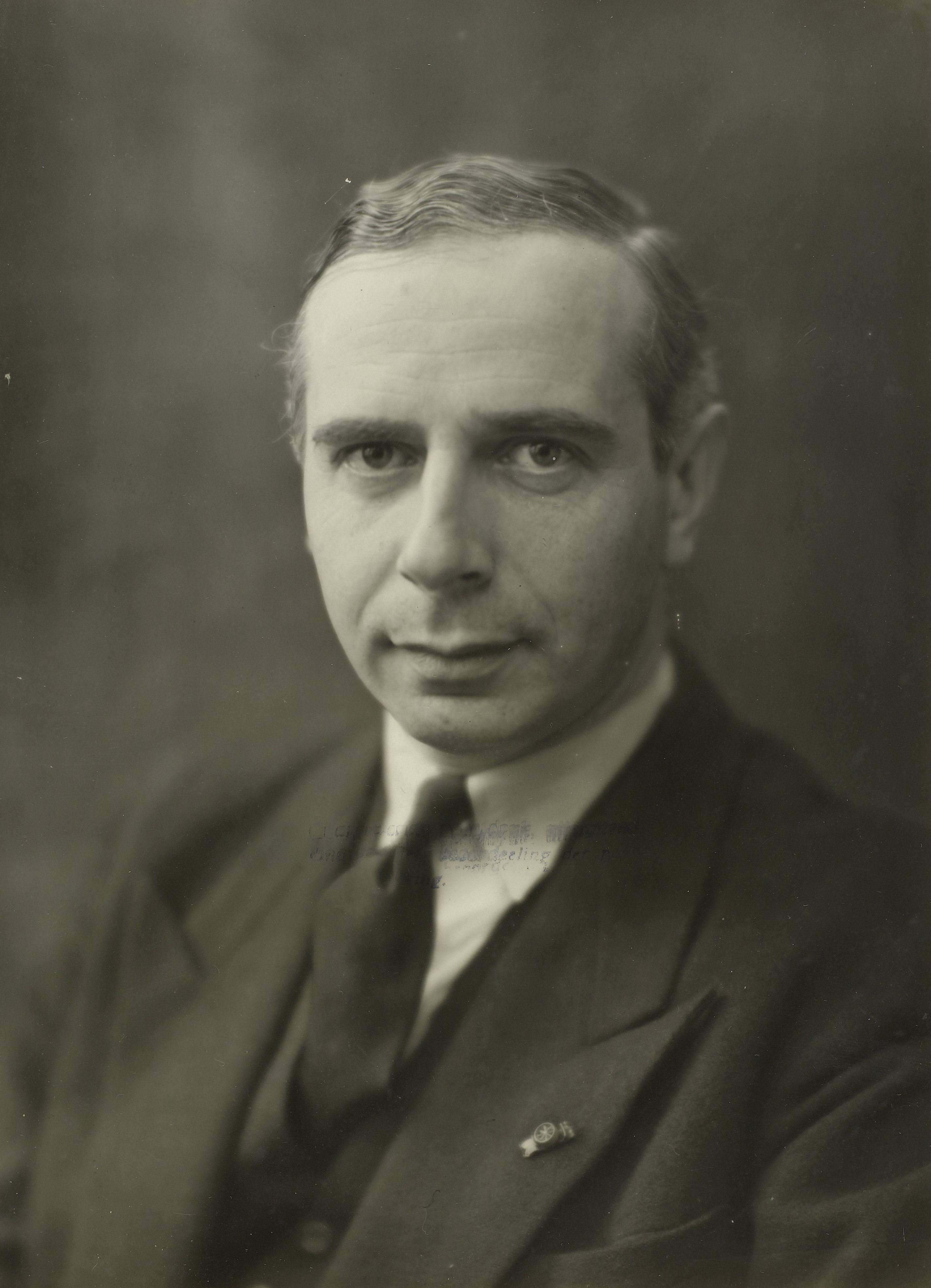
Petrus Jan Rienstra van Stuyvesande (Jacob Merkelbach)

Petrus Jan (Piet) Rienstra van Stuyvesande (Amsterdam, 18 juli 1905 – Middelburg, 15 januari 1980) was een Amsterdamse bankier in de Tweede Wereldoorlog.

## Levensloop
Petrus Jan Rienstra van Stuyvesande was de zoon van Jan Rienstra, onderwijzer, en Lucia Martha Constance Pek. Hij noemde zichzelf echter "Rienstra van Stuyvesande". Op 4 oktober 1932 trouwde hij te Amsterdam met Jacoba (Coosje) Went, die van moeders zijde afstamde van de familie Van Foreest uit Alkmaar, en van huis uit zeer vermogend was.
Rienstra van Stuyvesande was assistent-manager bij de Hugo Kaufmann & Co.'s Bank, voordat hij in oktober 1940 mede-directeur werd van de Buitenlandsche Bankvereeniging van Alois Miedl.
Eind 1940 kocht Rienstra van Stuyvesande het grachtenpand Keizersgracht 321 van Walrave Boissevain, liet het door Abel Antoon Kok restaureren, en stelde het open ter bezichtiging. Zijn schoonmoeder, die het huis waarschijnlijk betaalde, woonde er ook. Per 30 september 1942 werd hem ontslag verleend bij de Buitenlandsche Bankvereeniging, maar in 1944 werkte hij nog of weer voor de bank. Rienstra van Stuyvesande bemiddelde in 1943 bij de verkoop van Van Meegerens valse Vermeer Christus en de overspelige vrouw aan Alois Miedl. Eind 1943 verkocht hij het huis aan de Keizersgracht aan Han van Meegeren en verhuisde naar de Vening Meineszkade 12hs, de voormalige Sarphatikade.
In 1945 steunde Rienstra van Stuyvesande de pedagoog Kees Boeke bij diens streven naar een Internationale Kindergemeenschap. Daarbij ervoer hij dat Prins Bernhard hem niet vertrouwde. In 1946 verhuisde het echtpaar Rienstra van Stuyvesande naar de Herengracht 538 boven en in 1949 naar Laren.
Na de oorlog werd zijn samenwerking met Alois Miedl onderzocht. In 1948 werd Rienstra van Stuyvesande tot een jaar gevangenisstraf en 10 jaar ontzetting uit het kiesrecht veroordeeld wegens samenwerking met de vijand. De straf werd echter niet ten uitvoer gebracht wegens breed gedeelde verontwaardiging over zijn veroordeling. Eric Krop, voorzitter van de Nederlandse Vereniging van Ex-Politieke Gevangenen, verklaarde dat Rienstra van Stuyvesande het verzetsblad Vrij Nederland tijdens de oorlog financieel gesteund had en dat hij met gevaar voor eigen leven hulp aan joden geboden had.
Rienstra van Stuyvesande stierf in 1980 in Middelburg. Het echtpaar is begraven in Veere in het graf van zijn grootvader.

## Wetenswaardigheden
- Het huwelijk van Jacoba en Petrus Jan bleef waarschijnlijk kinderloos.[12]
- Volgens Rienstra’s neef Gijs Went had Rienstra zich meester gemaakt van het kapitaal van zijn schoonmoeder, bij wie Rienstra en zijn vrouw tijdens de oorlog in het pand aan de Keizersgracht woonden.[1]
- In 1943 kwam Rienstra's echtgenote in het bezit van een antiek poppenhuis dat aan Sara Rothé had toebehoord. Een nazaat van een nichtje van Rothé's echtgenoot had het in 1939 aan de kunsthandel van Jacques Goudstikker verkocht. In 1958 verkocht Rienstra-Went het poppenhuis aan het Frans Hals museum.[13][14]
- Rienstra en echtgenote hebben na de oorlog in Parijs gewoond. In juni 1958 namen zij, afkomstig uit Parijs, hun intrek in het Badhotel Domburg.[15] In 1962 woonden zij nog in Parijs.[16]